# Montgon
Montgon település Franciaországban, Ardennes megyében. Lakosainak száma 71 fő (2022. január 1.). Montgon Lametz, Neuville-Day, Voncq és Bairon-et-ses-Environs községekkel határos.

## Népesség
A település népességének változása:
| Lakosok száma | 176  | 116  | 97   | 75   | 66   | 64   | 66   | 69   | 69   | 71   |
|               | 1968 | 1982 | 1990 | 2006 | 2013 | 2015 | 2017 | 2019 | 2020 | 2022 |